# La Cuesta (Soria)
La Cuesta es una localidad  de la provincia de Soria, partido judicial de Soria,  Comunidad Autónoma de Castilla y León, España. Pueblo de la comarca de  Tierras Altas que pertenece al municipio de Villar del Río.

Para la administración eclesiástica de la Iglesia católica, forma parte de la Diócesis de Osma la cual, a su vez, pertenece a la Archidiócesis de Burgos.

## Demografía
| Gráfica de evolución demográfica de La Cuesta entre 1842 y 1970 |
| |
| Población de derecho según los censos de población del INE Población de hecho según los censos de población del INEEntre el censo de 1857 y el anterior, crece el término del municipio porque incorpora a 425002 (Aldealcardo) Entre el censo de 1981 y el anterior, este municipio desaparece porque se integra en el municipio 42209 (Villar del Río) |

## Historia
Fue un enclave con notable actividad trashumante en el siglo XVIII, con más de 9.000 merinos, en su mayoría propiedad de doña María Magdalena Sáenz de Camporredondo. Destaca un palacio con escudo de los Río y una iglesia en ruinas, del siglo XVI, con retablos hoy en la Catedral de El Burgo de Osma. Fue cuna del pintor Bernardo Martínez del Barranco (1738-1791), discípulo de Mengs y Giaquinto, y académico de mérito en la Real Academia de San Fernando.

## Patrimonio
- Iglesia de la Asunción, en ruinas. Sus retablos se encuentran en el museo diocesano de la Catedral de El Burgo de Osma.[6]
- Dos palacios, con el escudo de los Ríos.[7][8]

## Comunicaciones
Localidad situada en la carretera autonómica SO-360, a medio camino entre Villar del Río y San Pedro Manrique.